# Valea Dragului
Valea Dragului – wieś w Rumunii, w okręgu Giurgiu, w gminie Valea Dragului. W 2011 roku liczyła 3230 mieszkańców.